# سرجیو سانتوس
سرجیو دوترا سانتوس (به انگلیسی: Sérgio Dutra Santos) (با تلفظ آوای پرتغالی سرژیو دوترا سانتوس) معروف به سرجیو و اسکادینیو (متولد ۱۵ اکتبر سال ۱۹۷۵) بازیکن والیبال اهل برزیل، عضو تیم ملی والیبال برزیل از سال ۲۰۰۱ تا ۲۰۱۶ و بازیکن فعلی باشگاه سسی سائو پائولو است. سرجیو از سال ۲۰۰۱ تا ۲۰۱۲ عضو تیم ملی برزیل بود و در سال ۲۰۱۵ دوباره تیم ملی برزیل دعوت شد. او به عنوان یک بازیکن با برزیل به افتخارات زیادی دست یافت و به عنوان بهترین لیبرو تاریخ والیبال جهان نیز شناخته می‌شود. سانتوش در سه المپیک ۲۰۰۴، ۲۰۰۸، ۲۰۱۲ و ۲۰۱۶ در ترکیب ثابت تیم ملی برزیل حضور داشت که در آن با برزیل به مدال طلا ۲۰۰۴، ۲۰۱۶ و نقره ۲۰۰۸ و ۲۰۱۲ دست یافت. او در المپیک ۲۰۰۴ از ستاره‌های تیم ملی برزیل بود و در انتها نیز با بازی درخشان خود به عنوان بهترین لیبرو و بهترین دریافت‌کننده المپیک ۲۰۰۴ آتن برگزیده شد. او همچنین در المپیک ۲۰۱۶ نیز بار دیگر درخشید و به عنوان بهترین لیبرو المپیک ۲۰۱۶ ریو انتخاب شد و باارزش‌ترین بازیکن المپیک نیز لقب گرفت. سرجیو در قهرمانی جهان سال‌های ۲۰۰۲ و ۲۰۰۶ نیز با برزیل به جام قهرمانی دست یافت. سرجیو با بازی‌های درخشان خود در لیگ جهانی ۲۰۰۹ به عنوان بهترین لیبرو و باارزش‌ترین بازیکن مسابقات انتخاب شد و در جام جهانی ۲۰۰۳، ۲۰۰۷ و ۲۰۱۱ نیز عنوان بهترین لیبرو مسابقات را از آن خود نمود. سرجیو در رده باشگاهی نیز سابقه عضویت در تیم‌های سرت سائو کیتانو، اونیائو سوزانو، بانسپا، پیاچنزا و سائو برناردو را در کارنامه خود دارد. دو قهرمانی جام جهانی ۲۰۰۳ و ۲۰۰۷، دو قهرمانی جام بزرگ قهرمانان جهان ۲۰۰۵ و ۲۰۰۹، هفت قهرمانی لیگ جهانی در سال‌های ۲۰۰۱، ۲۰۰۳، ۲۰۰۴، ۲۰۰۵، ۲۰۰۶، ۲۰۰۷، ۲۰۰۹، طلا بازی‌های پان امریکن ۲۰۰۷ و شش قهرمانی آمریکای جنوبی از دیگر دست‌آوردهای سرجیو دوترا سانتوس در رده ملی است.